# Pľaša (národní přírodní rezervace)
Plášť je národní přírodní rezervace v Poloninách v obci Stakčín, v okrese Snina. 

## Polohopis
NPR Plaša se nachází na východní straně vrchu Plaša v Poloninách.  Je součástí katastrálního území Ruské obce Stakčín v okrese Snina.  Nachází se přibližně 3,3 km severovýchodně vzdušnou čarou od středu Ruského. 

## Přírodní rezervace
Rozloha rezervace je 1 108 000 m², ochranné pásmo není stanoveno. Ochranný stupeň je číslo 5. Ochrana byla vyhlášena v roce 1967 Ministerstvem kultury SSR Výnosem č. 1160 / 1988-32 ze dne 30. června 1988. Poslední novelizace byla v roce 1988.  Účelem je ochrana "původního zachovalého komplexu lesních porostů pralesovitého charakteru s výskytem buku a příměsí javoru, jilmu a jasanu na vědeckovýzkumné, naučné a kulturně výchovné cíle. Území je pod vlivem vlhčího klimatu od severu. ". Chráněný areál spravuje Státní ochrana přírody středisko Národní park Poloniny .

## Přístup
Okrajem přírodní rezervace, hřebenem a zároveň slovensko-polskou hranicí vede  červená turistická značka.